# Gary Bohay
Gary Bohay (ur. 26 grudnia 1960 w Burnaby) – kanadyjski zapaśnik walczący w stylu wolnym. Olimpijczyk z Seulu 1988, gdzie zajął ósme miejsce w kategorii 62 kg.
Czterokrotny uczestnik mistrzostw świata, srebrny medal w 1989. Drugi w Pucharze Świata w 1990 i trzeci w 1989 roku.